# 폴론스코고섬

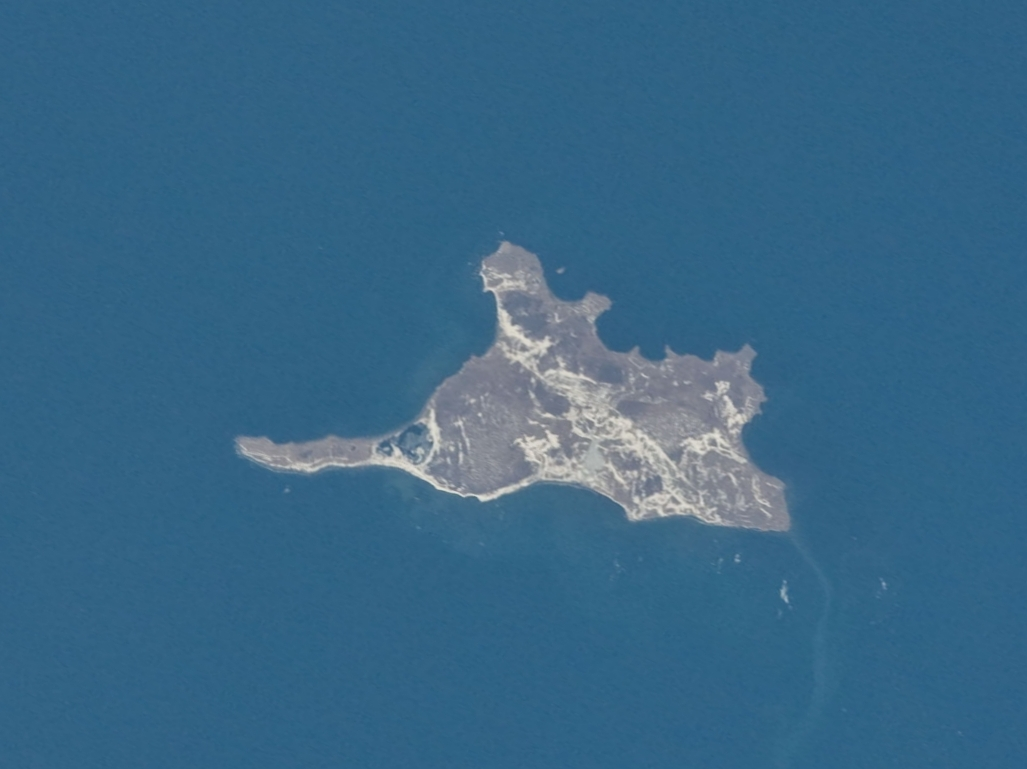

폴론스코고섬(러시아어: Остров Полонского, 일본어: 多楽島 다라쿠토[*])은 쿠릴 열도의 하보마이 군도에 속해 있는 섬이다. 면적은 11.69 km2이고, 인구는 1,457명 정도가 거주하고 있다. 최고 높이는 25m으로 대체로 평탄한 지형이다. 1945년 소련군이 이곳을 차지했다. 현재 러시아가 실효 지배하고 있으나, 일본이 영유권을 주장하고 있다.